# Копытов, Владимир Николаевич
Владимир Николаевич Копытов (бел. Уладзімір Мікалаевіч Капытаў; 25 сентября 1965, Гомель, Белорусская ССР, СССР) — советский и белорусский борец греко-римского стиля, призёр чемпионатов Европы и чемпионата мира, участник двух Олимпийских игр, Заслуженный мастер спорта Республики Беларусь, тренер.

## Спортивная карьера
В июле 1986 года в Минске стал бронзовым призёром Спартакиады народов СССР. В апреле 1994 года в финале чемпионата Европы в Афинах уступил турку Эрол Коюнджу, став серебряным призёром. В апреле 1995 года завоевал бронзовую медаль на чемпионате Европы во французском Безансоне. В марте 1996 года в Будапеште на чемпионате Европы в финале уступил турку Назми Авлудже, получив серебряную награду. В июле 1996 года на Олимпийских играх в американской Атланте в 1/16 финала уступил немцу Эрику Хану, а в утешительном раунде проиграл турку Назми Авлудже, заняв в итоге 14 место. В апреле 1998 года в Минске на чемпионате Европы в Минске уступил россиянину Александру Третьякову, став серебряным медалистом. В сентябре 1999 года в Афинах стал третьим призёром чемпионата мира. В сентябре 2000 года неудачно выступил на Олимпиаде в Сиднее, проиграв на туше Рустаму Аджи из Украины и Алексею Глушкову из России, на третью схватку против поляка Рышарда Вольны не явился. В феврале 2019 года назначен главным тренером сборной Белоруссии по греко-римской борьбе.

## Спортивные результаты
- Чемпионат СССР по борьбе среди молодёжи 1985 —
- Спартакиада народов СССР 1986 — ;
- Чемпионат Европы по борьбе 1994 — ;
- Чемпионат мира по борьбе 1994 — 7;
- Чемпионат Европы по борьбе 1995 — ;
- Чемпионат мира по борьбе 1995 — 8;
- Чемпионат Европы по борьбе 1996 — ;
- Олимпийские игры 1996 — 14;
- Чемпионат Европы по борьбе 1997 — 15;
- Чемпионат мира по борьбе 1997 — 21;
- Чемпионат Европы по борьбе 1998 — ;
- Чемпионат мира по борьбе 1999 — ;
- Олимпийские игры 2000 — 17;